# Station Czachówek Środkowy
 Czachówek Środkowy  is een spoorwegstation in de Poolse plaats Czachówek.